# Краснуха

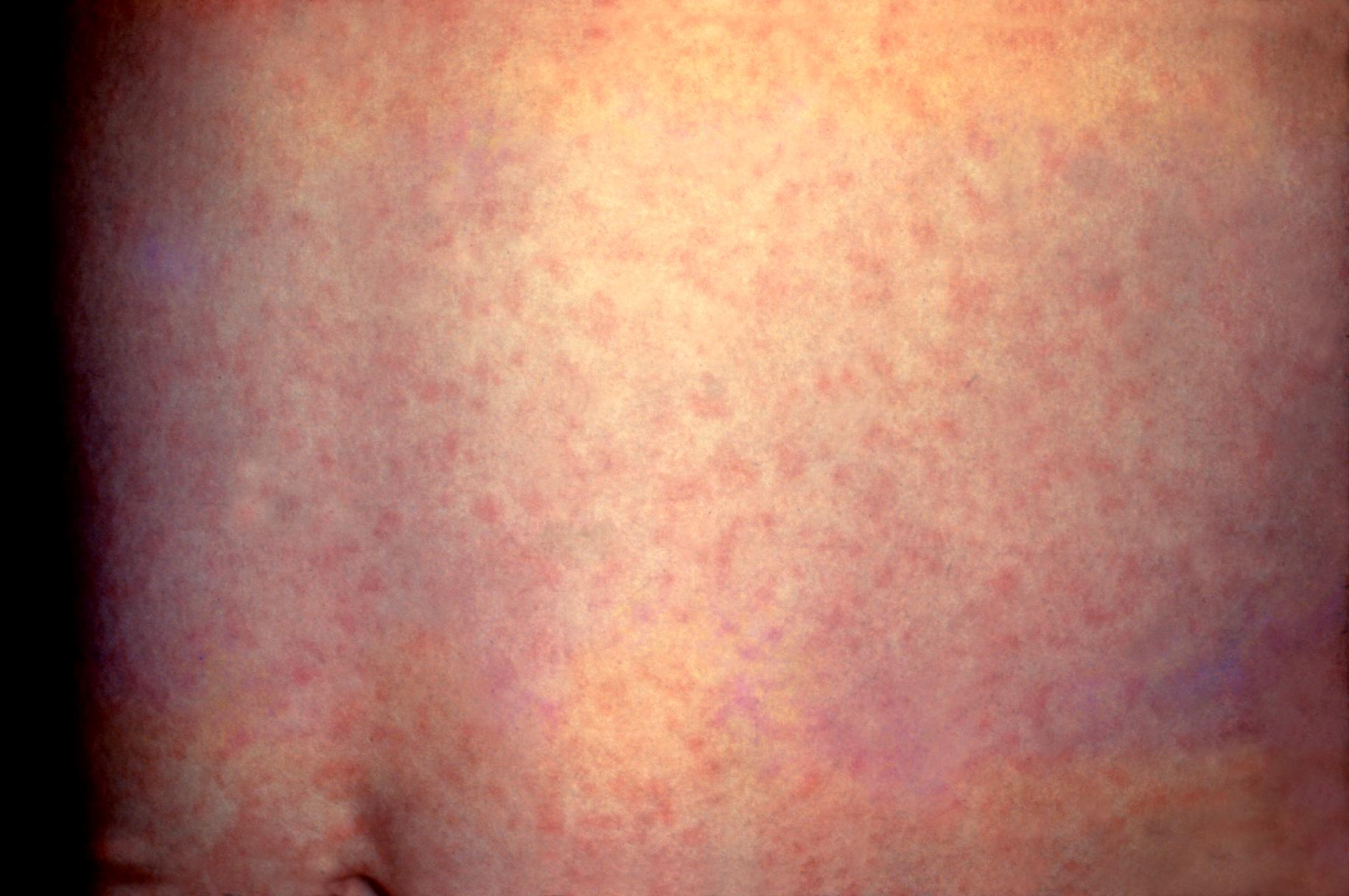
Высыпания на коже у больного краснухой

Краснуха (лат. rubella), или третья болезнь, — эпидемическое, контагиозное вирусное заболевание с инкубационным периодом около 15-24 дней. Это обычно неопасное заболевание, затрагивающее в основном детей, однако оно может спровоцировать серьёзные врожденные пороки, если женщина заражается в начале беременности. Название «третья болезнь» происходит из времён, когда был составлен список болезней, провоцирующих детскую сыпь, в котором краснуха стояла на третьем месте. Вирус краснухи передается воздушно-капельным путем при чихании или кашле инфицированного человека. Человек является единственным известным носителем вируса краснухи.

## История
Впервые краснуха была описана в 1740 г. немецким терапевтом Ф. Хофманом. В 1881 г. заболевание официально выделено в отдельную нозологическую форму. В 1938 г. японские исследователи доказали вирусную природу инфекции, заразив волонтёров фильтратом отделяемого носоглотки. Возбудитель краснухи выделен в 1961 г. почти одновременно несколькими учёными: П. Д. Паркманом, Т. X. Уэллером и Ф. А. Невой. В 1941 г. австралийский исследователь Н. Грегг описал различные аномалии плода в связи с его внутриутробным заражением вирусом краснухи во время болезни беременной матери. Наиболее часто встречающиеся аномалии — катаракта, пороки сердца и глухота были объединены под названием «классический синдром врождённой краснухи».

## Вирус
Это контагиозное заболевание, вырабатывающее стойкий иммунитет. Возбудитель Rubella virus относится к семейству Matonaviridae.
Вирус краснухи имеет размеры 60—70 нм, он покрыт белковой оболочкой, покрытой пепломерами — при помощи них возбудитель прикрепляется к клеткам. Вирус не стоек во внешней среде, быстро погибает при воздействии ультрафиолетового излучения, в том числе прямых солнечных лучей, дезинфицирующих средств, эфиров, формалина, кислых сред.

## Эпидемиология
Источник инфекции- больной человек или носитель. Заразен за 2-3 дня до появления первых симптомов и в течение 7 дней болезни. Больные врожденной краснухой опасны в течение года после рождения.
Имея мягкое течение у детей, краснуха опасна для беременных вследствие внутриутробной инфекции плода. Для детей, чьи матери болели краснухой во время беременности, характерны врождённые дефекты развития (чаще врождённая глухота). В Европе от 80 до 95 % женщин привиты, и это число растёт вместе с систематической вакцинацией в детстве. Заразность начинается за неделю до высыпания и продолжается 2 недели после.
Благодаря политике вакцинации болезнь становится всё более и более редкой в западных странах. Она почти исчезла в США начиная с 2002 года. В 2004 году было зарегистрировано 29 000 случаев краснухи в мире. Всемирная организация здравоохранения рассчитывала на искоренение краснухи в 2010 году. Региональный отдел ВОЗ, Панамериканская организация здравоохранения объявила в 2015 году страны Северной и Южной Америки территорией, свободной от эндемичной передачи краснухи.
В первом квартале 2019 года ВОЗ выдала Минздраву сертификат о полном искоренении вируса в России.
В апреле 2012 г. в рамках Инициативы по борьбе с корью — в настоящее время известной как Инициатива по борьбе с корью и краснухой — началась реализация Глобального стратегического плана борьбы с корью и краснухой, в котором поставлен ряд глобальных целей в этой области на период до 2020 гг. к 2020 году планировали завершить вакцинацию против краснухи в 5 регионах ВОЗ.

## Последствия инфекции для зародыша
В случае, если инфицирование женщины вирусом краснухи происходит в начале ее беременности, вероятность того, что она передаст вирус плоду, составляет 90%. Это может вызвать гибель плода или синдром врожденной краснухи (СВК). Дети с СВК могут выделять вирус в течение года или более после рождения.
Риск для зародыша тем более велик, чем раньше случается заражение во время беременности:
в течение 1-го триместра риск повреждения зародыша равен примерно 25 %, после четвёртого месяца он сводится к нулю. Первичная материнская инфекция проходит незамеченной в 50 процентах случаев.
Заражение матери краснухой может повлечь за собой синдром множественных пороков — синдром (триада) Грегга, включающий в себя поражения сердечно-сосудистой системы, глаз и слухового аппарата.

## Диагностика
Как правило — иммуноферментный анализ; при летальном исходе вирус может быть выделен из различных органов новорождённого на клеточной культуре.

### Дополнительные исследования
В крови отмечается лейкопения, иногда плазмоцитоз. Повышение количества сывороточных антител или высокий уровень иммуноглобулина М подтверждает краснуху.

## Клинические признаки
После инкубационного периода, длящегося 2—3 недели, появляется умеренная температура с головной болью, фарингитом, заднешейной и затылочной лимфаденопатией (которую можно квалифицировать как патогномоничный признак данного заболевания), конъюнктивитом. Высыпания появляются через 48 часов, сыпь макулезная (пятнистая) не зудящая, вначале на лице, потом спускается на всё тело в течение нескольких часов; вначале сыпь морбилиформная (т.е. напоминающая коревую), затем скарлатиноморфная. Она преобладает на лице, в области поясницы и ягодиц, разгибательных поверхностях рук, ног. Сыпь держится 2—4, изредка 5—7 дней, затем исчезает без пигментации и шелушения. Довольно часты смягченные и асимптоматичные формы.

## Лечение
Нет специфического лечения. Серонегативных девочек рекомендуется вакцинировать в пубертатном возрасте.
Для симптоматического лечения допускается использование парацетамола.

## Профилактика
Основным методом является вакцинация.
В соответствии с российским национальным календарём прививок, который утверждён приказом Министерства здравоохранения РФ № 125н от 21 марта 2014 г., вакцинация против краснухи проводится комбинированной живой вакциной от кори, краснухи и паротита в возрасте 12 месяцев, ревакцинация — в шесть лет.
Неблагоприятные реакции включают в себя боль и покраснение в месте вакцинации, незначительное покраснение, сыпь, легкая мышечная боль.
В соответствии с тем же приказом вакцинация против краснухи и ревакцинация против краснухи показана мужчинам от 1 года до 18 лет и женщинам от 1 года до 25 лет в том случае, если они не болели, не привиты, привиты однократно против краснухи или не имеют сведений о прививках против краснухи.

## В художественной литературе
- И, треснув, зеркало звенит… — роман Агаты Кристи. Действие происходит в Англии, расследование ведет мисс Марпл. Роман основан на реальных событиях: у актрисы Джин Тирни, которая во время беременности переболела краснухой, дочь родилась инвалидом, по мотивам этих событий и написан роман.